# Новая Деревня (Ульяновский район)
Новая Деревня — упразднённая деревня в Ульяновском районе Калужской области. Входило в состав сельского поселения «Село Волосово-Дудино». Исключена из учётных данных в 2020 г.

## География
Располагалась на территории северного участка заповедника «Калужские засеки», на левом берегу реки Песочня ниже в падения в неё безымянного ручья, приблизительно в 9 км (по прямой) к юго-востоку от центра сельского поселения села Волосово-Дудино.

## История
Возникла как отселок ныне не существующей деревни Сметская, откуда и возникло изначальное название Сметские выселки. Исключено из учётных данных постановлением Законодательного Собрания Калужской области от 3 декабря 2020 г. № 91.

## Население
| 2002 | 2010 |
| ---- | ---- |
| 4    | ↘2   |

### Половой состав
По данным Всероссийской переписи населения 2010 года в гендерной структуре населения мужчины составляли 50 %, женщины — соответственно 50 %.

### Национальный состав
Согласно результатам переписи 2002 года, в национальной структуре населения русские составляли 100 %.